# موشک گمشده
موشک گمشده (انگلیسی: The Lost Missile) یک فیلم علمی تخیلی ساخت آمریکا محصول ۱۹۵۸ میلادی است. این فیلم سیاه و سفید و دربارهٔ جنگ سرد می‌باشد.